# 宿松东站
宿松东站位于中华人民共和国安徽省安庆市宿松县五里乡境内，是合安九客运专线上的一座车站，2021年12月30日启用。

## 车站结构
宿松东站新建2台4线。